# Hrabstwo Latimer

Piramida wieku mieszkańców hrabstwa Latimer

Latimer – hrabstwo w stanie Oklahoma w USA. Założone w 1907 roku. Populacja liczy 10 692 mieszkańców (stan według spisu z 2000 roku).
Powierzchnia hrabstwa to 1888 km² (w tym 18 km² stanowią wody). Gęstość zaludnienia wynosi 6 osoby/km².
Nazwa hrabstwa pochodzi od nazwiska Jamesa S. Latimera, jednego z twórców konstytucji Oklahomy.

## Miasta
- Fanshawe
- Red Oak
- Wilburton